# 朝鮮天主教協會
朝鮮天主教協會是一個北韓成立的宗教團體，其具體成立時間不明，与梵蒂冈教廷无直接关联，且朝鲜境内没有梵蒂冈认可的天主教会神职人员。根据朝鲜宪法，公民享有宗教信仰自由，但不得利用宗教引入外来势力或破坏社会秩序。韩国天主教团体估计，截至2018年，朝鲜约有一万名天主教徒。
現時，該組織由朝鮮勞動黨所控制。2005年，教宗若望·保祿二世逝世後，该組織的中央委員會委員長張在彦曾向梵蒂岡發唁電。